# Wilde Portela
Wilde Portela ou Wilde Portella é um jornalista e roteirista brasileiro de histórias em quadrinhos.

## Biografia
Irmão do quadrinista Watson Portela, Wilde integrou nos anos 60 a banda Beatles Boys, que chegou a abrir shows para o cantor Reginaldo Rossi em 1973 publicou no jornal Diário de Pernambuco, a tira Carcará, ilustrada por Watson, para a Grafipar de Curitiba roteirizou histórias de cangaço para a revista Sertão e Pampas e o faroeste Grafter, ilustrado pelo primo Roberto Câmara Portela. No final dos anos 70, Wilde e Watson criaram o faroeste Chet para a Editora Vecchi, editora que publicava quadrinhos italianos do gênero originários da Sergio Bonelli Editore: Tex, Zagor e Ken Parker, a revista de Chet foi publicada entre 1980 e 1902 e teve 22 edições. Em 1999, publicou um livro sobre Reginaldo Rossi.
Em 2010, Chet voltou a ser publicado de forma independente, em 2012, roteirizou uma graphic novel sobre Lampião, publicada pela CEL Editora